# Catherine de Suède
Pour les articles homonymes, voir Catherine de Suède (homonymie).
 Catherine de Suède aussi nommée Catherine de Vadstena - 1322-1381 était la fille de sainte Brigitte de Suède et abbesse du couvent de Vadstena de l’ordre de Sainte-Brigitte. Elle est fêtée le 24 mars.

## Sa vie
Sa mère est sainte Brigitte de Suède et son père Ulf Gudmarson (sv). Elle est la seconde fille et la quatrième de leurs huit enfants.
Elle est élevée dans le couvent des Cisterciennes de Risaberg (ou Bisberg) et ne souhaite pas quitter cette communauté religieuse mais dès l'âge de douze ou treize ans, son père l'accorde en mariage au chevalier Edgar von Kyren (Eggard de Kyrn ou Edgar Lydersson), seigneur d'Eggerstnæs bien plus âgé qu'elle. Elle soigne avec dévouement son mari invalide dont elle n'a aucun enfant, ayant obtenu de lui qu'il préserve sa virginité. Son père meurt en 1344.
En 1349, avec le consentement de son mari, elle rejoint sa mère à Rome où celle-ci s'est établie depuis son veuvage. C’est lors de ce voyage qu’elle apprend la mort d’Edgar. Elle décide alors de rester elle aussi à Rome jusqu’à la mort de sa mère, résistant à toutes les sollicitations des seigneurs locaux qui la demandent en mariage ou tentent de l'enlever selon plusieurs légendes.
Toutes deux visitent longuement les églises et les tombeaux des martyrs, et s’adonnent à de longs exercices de mortification. Elles vont aussi soigner les malades des hôpitaux, vivent dans la pauvreté et l’austérité et accomplissent des pèlerinages en Terre sainte.
Sa mère meurt en 1373. Catherine reprend le chemin de la Suède pour ensevelir la dépouille de sa mère au couvent de Vadstena dont elle devient l'abbesse.
Catherine repart à Rome en 1375, pour obtenir la reconnaissance papale de l’ordre de Sainte-Brigitte et la canonisation de sa mère. Elle meurt le 24 mars 1381.

## Œuvre littéraire et sanctification

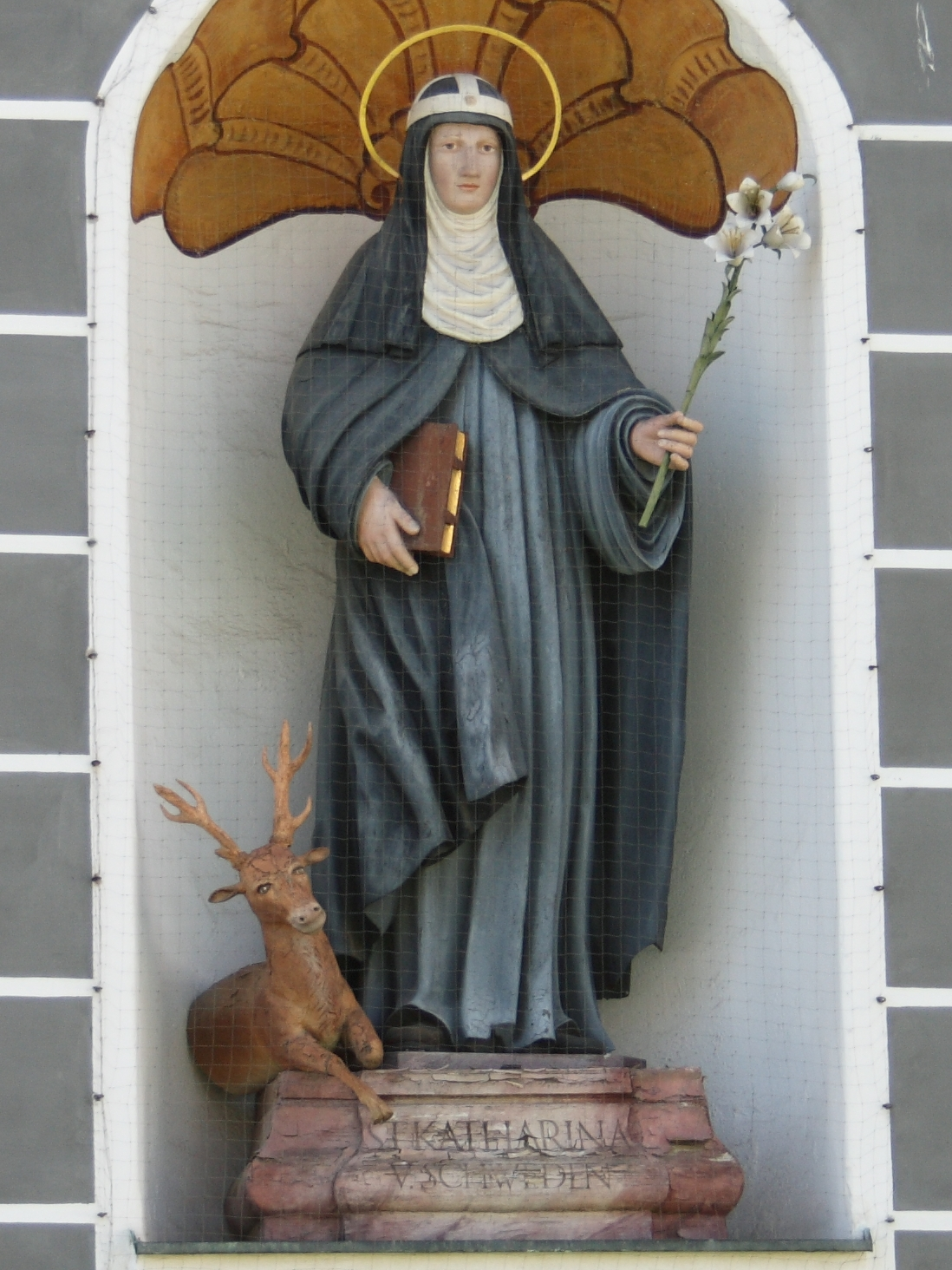
Sainte Catherine avec la biche à ses côtés, statue à l'abbaye d'Altomünster, Allemagne.

Elle a écrit un livre de dévotion, intitulé Consolation de l'âme (en suédois médiéval Siælinna tröst, ou Själens tröst en suédois moderne) dont un exemplaire daté de 1407 existe toujours.
Sa mère est inscrite au catalogue des saints en 1384. Sainte Catherine de Suède, fille de sainte Brigitte, ne fut jamais canonisée non plus. Son procès se déroula de 1446 à 1489, mais, en raison du passage de la Suède à la réforme protestante, il ne fut jamais conclu.
En 1484, l'approbation du pape Innocent VIII pour assurer sa vénération comme sainte sans être canonisée se traduit par le fait qu'elle rejoint sa mère sainte Brigitte au catalogue des saints. Son procès en béatification et canonisation se déroule de 1446 à 1489, mais n'est jamais achevé en raison de la réforme protestante.
Elle est commémorée le 24 mars selon le Martyrologe romain.
Dans l'iconographie chrétienne, elle a généralement comme attribut un cerf ou une biche, rappelant la légende de cet animal qui la défendit contre les poursuites de jeunes débauchés.

## Sources
- (en) Cet article est partiellement ou en totalité issu de l’article de Wikipédia en anglais intitulé « Catherine of Vadstena » (voir la liste des auteurs).
- Vie des Saints pour tous les jours de l’année - Abbé L. Jaud Tours - Mame - 1950.